# Szerelmes hangjegyek 2.
A Szerelmes hangjegyek 2. (High School Musical 2) 2007-es, zenés táncos amerikai film. 
A film főszereplője Troy, az iskola kosárcsapatának a kapitánya, valamint szerelme, Gabriella.

## A történet
|  | Alább a cselekmény részletei következnek! |

Troy és a Vadmacskák nyári állást keresnek, de nem szeretnének szétválni. Troynak ajánlanak egy nyári munkát a Lava Springs Country Clubban, amiről csak a megérkezéskor tudja meg a csapat, hogy Sharpay szüleié és természetesen nem véletlenül, hanem Shapray közbenjárásával kaphatta meg a munkát Troy. Végül nem csak Troy, hanem az egész kosárcsapat itt kezd dolgozni, Gabriellával együtt, aki vízimentő lesz, Sharpay nem kis bánatára. Troy és Chad felszolgálói munkát kap, míg a többiekből kukta, Khelsyből pedig bárzongorista válik.
Sharpay nagy vágya, hogy Troyyal léphessen fel a tehetségkutató versenyen. Khelsi pedig azt akarja, hogy a Vadmacskák együtt adjanak elő valamit. Troy döntés helyzetbe kerül: vagy Gabriellát választja, vagy Sharpay oldalán a biztos ösztöndíjat. Troyt vacsorára  hívják Sharpay szülei, ahol nem utasíthatja vissza a lány fellépési ajánlatát, így vele kell énekelnie a tehetségkutatón. Troy és Chad a golfpályára kerül, mint segítő. Ezután Troyt felkérik, hogy legyen ezentúl golfoktató is plusz fizetéssel. Miközben Troy golfot oktat, addig folyamatosan eltávolodik a csapattól és Gabriellától: elkésik a randikról vagy el sem megy. Sharpay fülébe jut, hogy a Vadmacskák is fel akarnak lépni, így közbenjárásának hála, a diák-személyzetet munkába állítják a tehetségkutató idejére. Így hamar szétesik a csapat, Chad is megharagszik Troyra, Troy és Gabriella pedig  szakítanak, a lány hazamegy. Közeledik a fellépés, amire Sharpay nagyon készül, de Troy bejelenti, mivel ő is a személyzet tagja, ő sem léphet fel. Sharpay nagyon elkeseredik, és mivel a testvérével is összeveszett, így már nem számíthat senkire sem. A végén Troy szíve megesik Sharpay-en, de csak azzal a kikötéssel, hogy a Vadmacskák is szerepelhetnek. Meglepetésként visszatér Gabriella. A színpadra felhívják Sharpayt is, így a drámakirálynő is részese lesz a Vadmacskák szereplésének. A díjat ők nyernék, de Sharpay átadja testvérének, aki Troyt pótolta a próbák alatt.

## Szereplők
| Szerepe            | Színész             | Magyar hang        |
| ------------------ | ------------------- | ------------------ |
| Troy Bolton        | Zac Efron           | Markovics Tamás    |
| Gabriella Montez   | Vanessa Hudgens     | Bogdányi Titanilla |
| Sharpay Evans      | Ashley Tisdale      | Mezei Kitty        |
| Ryan Evans         | Lucas Grabeel       | Borbíró András     |
| Chad Danforth      | Corbin Bleu         | Czető Roland       |
| Taylor McKessi     | Monique Coleman     | Böhm Anita         |
| Mr. Fulton         | Mark L. Taylor      | Horányi László     |
| Jack Bolton        | Bart Johnson        | Varga Gábor        |
| Vance Evans        | Robert Curtis Brown | Rosta Sándor       |
| Ms. Darbus         | Alyson Reed         | Szórádi Erika      |
| Jason Cross        | Ryne Sanborn        | Baráth István      |
| Kelsi Nielsen      | Olesya Rulin        | Csondor Kata       |
| Jackie             | Tanya Chisholm      | Molnár Ilona       |
| Mrs. Bolton        | Leslie Wing         | Keönch Anna        |
| Mrs. Hoffenfeffer  | Annette Wright      | Andresz Kati       |
| Férfi a vacsoránál | David Nibley        | Schnell Ádám       |

## A film betétdalai
| Cím                     | Előadók                       | Helyszín                             |
| ----------------------- | ----------------------------- | ------------------------------------ |
| What Time Is It?        | suli diákjai                  | East High gimi                       |
| Fabulous                | Sharpay, Ryan és a Sharpettes | Country Club                         |
| Work This Out           | Vadmacskák                    | Country Club konyhálja               |
| You Are The Music In Me | Gabriella és Troy             | Country Club zeneterme               |
| I Don't Dance           | Ryan és Chad                  | baseball pálya                       |
| You Are The Music In Me | Sharpay és Troy               | Country Club színpadja               |
| Gotta Go My Own Way     | Gabriella                     | Country Club udvara                  |
| Bet On It               | Troy                          | Country Club golfályája              |
| Everyday                | Gabriella és Troy             | Country Club tehetségkutató versenye |
| All For One             | mindenki                      | Country Club medencéje               |